# シェイウッディアン
| 累代        | 代     | 紀           | 基底年代 Mya |
| ----------- | ------ | ------------ | ------------ |
| 顕生代      | 新生代 | 第四紀       | 2.58         |
| 顕生代      | 新生代 | 新第三紀     | 23.03        |
| 顕生代      | 新生代 | 古第三紀     | 66           |
| 顕生代      | 中生代 | 白亜紀       | 145          |
| 顕生代      | 中生代 | ジュラ紀     | 201.3        |
| 顕生代      | 中生代 | 三畳紀       | 251.902      |
| 顕生代      | 古生代 | ペルム紀     | 298.9        |
| 顕生代      | 古生代 | 石炭紀       | 358.9        |
| 顕生代      | 古生代 | デボン紀     | 419.2        |
| 顕生代      | 古生代 | シルル紀     | 443.8        |
| 顕生代      | 古生代 | オルドビス紀 | 485.4        |
| 顕生代      | 古生代 | カンブリア紀 | 541          |
| 原生代      | 原生代 | 原生代       | 2500         |
| 太古代      | 太古代 | 太古代       | 4000         |
| 冥王代      | 冥王代 | 冥王代       | 4600         |
| 1. 2. 3. 4. |        |              |              |

シェイウッディアン（英: Sheinwoodian）は、国際層序委員会によって定められた地質学用語である、地質時代名の一つ。4億3340万年前（誤差80万年）から4億3050万年前（誤差70万年）にあたる、シルル紀ウェンロック世を二分した前期である。前の期は後期ランドベリ世のテリチアン、次の期は後期ウェンロック世のホメリアン。日本語ではシャインウッド期とも呼ばれる。
国際標準模式層断面及び地点(GSSP)はイギリスの Hughley Brook に位置する。
シェイウッディアン以降のシルル紀では、ランドベリ世に繁栄した大型の殻を持つ球状放散虫と交代する形で、小型の殻を持つ球状放散虫が優勢となった。
前の時代であるテリチアンとの境界では Oreviken event と呼ばれる、約20万年に及ぶ絶滅事変が起きた。コノドントや三葉虫といった沖合・遠洋の生物が大きく打撃を受けたが、浅海の生物礁は大規模な絶滅を回避した。Ireviken event の後にはδ13C値とδ18O値の上昇が確認されており、δ13C値は +1.4‰ から +4.5‰ へ、δ18O値は −5.6‰ から −5.0‰ へ上昇した。